# 青年水库 (横县)
青年水库是中国广西壮族自治区南宁市横县陶圩镇境内的一座水库，位于郁江流域荣江上，建于1959年。水库正常库容为848万立方米，集雨面积为16平方千米，海拔为87.74米。